# Moldavië op de Olympische Winterspelen 2010

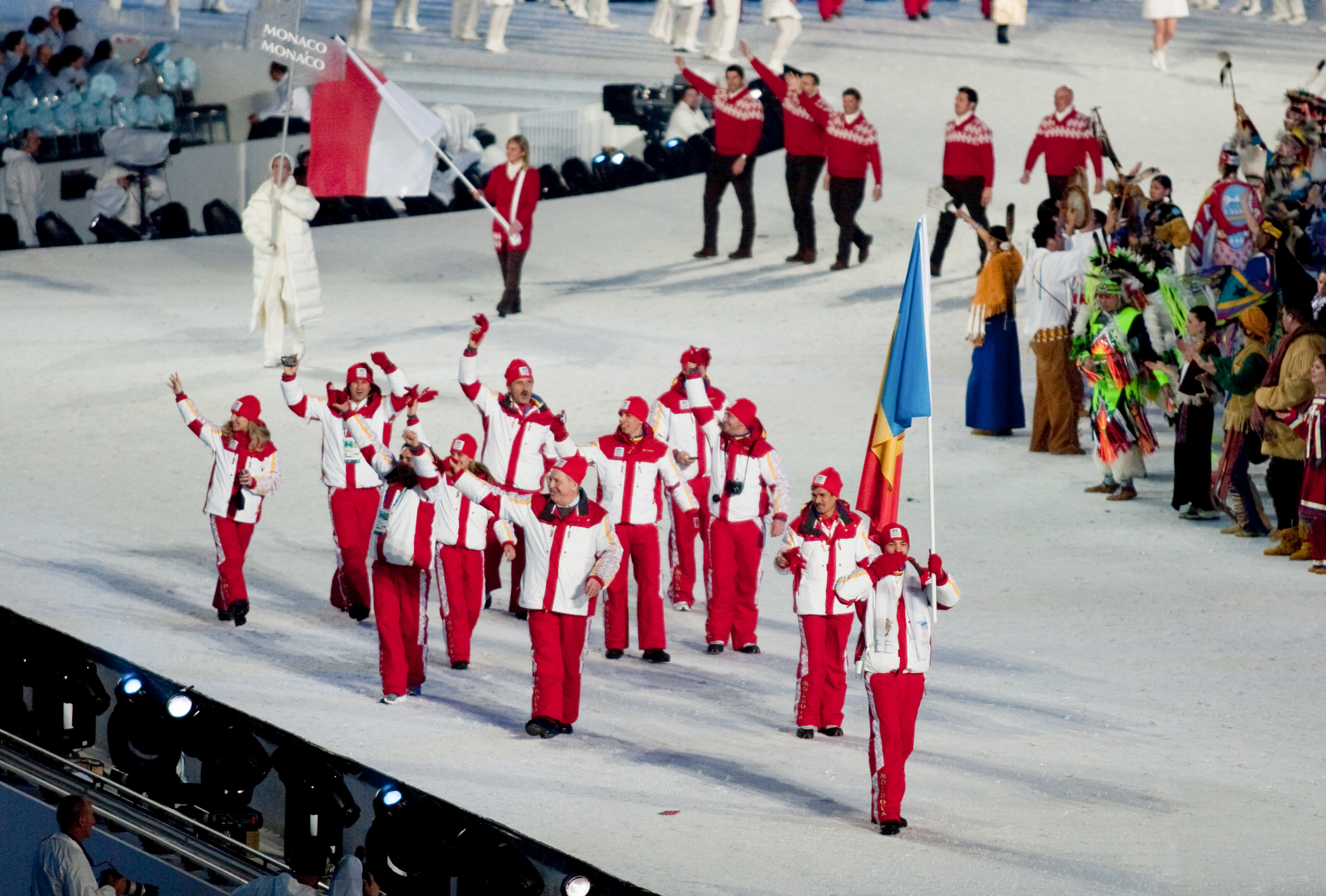
Het team van Moldavië bij de opening

Tijdens de Olympische Winterspelen van 2010, die in Vancouver (Canada) werden gehouden, nam Moldavië voor de vijfde keer deel aan de Winterspelen.

## Deelnemers en resultaten
(m) = mannen, (v) = vrouwen 

### Alpineskiën
| Olympiër        | Discipline       | Resultaat | Prestatie                         |
| --------------- | ---------------- | --------- | --------------------------------- |
| Christophe Roux | reuzenslalom (m) | 44e       | 2.47,12 (+9,29) — 1.22,70+1.24,42 |
| Christophe Roux | slalom (m)       | 28e       | 1.45,75 (+6,43) — 51,90+53,85     |
| Urs Imboden     | slalom (m)       | DNF-1     | opgave run 1                      |

### Biatlon
| Olympiër            | Discipline              | Resultaat | Prestatie                                  |
| ------------------- | ----------------------- | --------- | ------------------------------------------ |
| Victor Pinzaru      | 10 km sprint (m)        | 70e       | 27.52,6 (+3.44,8) pen.: 1 (1 + 0)          |
| Victor Pinzaru      | 20 km individueel (m)   | 85e       | 58.42,6 (+10.20,1) pen.: 3 (0 + 1 + 0 + 2) |
|                     |                         |           |                                            |
| Natalia Levchenkova | 7,5 km sprint (v)       | 53e       | 22.18,2 (+2.22,6) pen.: 2 (1 + 1)          |
| Natalia Levchenkova | 10 km achtervolging (v) | 56e       | 37.38,5 (+7.22,5) pen.: 4 (1 + 0 + 0 + 3)  |
| Natalia Levchenkova | 15 km individueel (v)   | 37e       | 44.34,9 (+3.42,1) pen.: 2 (0 + 1 + 1 + 0)  |

### Langlaufen
| Olympiër            | Discipline            | Resultaat | Prestatie         |
| ------------------- | --------------------- | --------- | ----------------- |
| Sergiu Balan        | 15 km vrije stijl (m) | 86e       | 42.12,1 (+8.35,8) |
|                     |                       |           |                   |
| Alexandra Camenscic | 10 km vrije stijl (v) | 71e       | 31.01,0 (+6.02,6) |

### Rodelen
| Olympiër       | Discipline | Resultaat | Prestatie                                             |
| -------------- | ---------- | --------- | ----------------------------------------------------- |
| Bogdan Macovei | mannen     | 33e       | 3.21,354 (+8,269) (50,425 / 50,175 / 50,423 / 50,331) |

Albanië · Algerije · Andorra · Argentinië · Armenië · Australië · Azerbeidzjan · België · Bermuda · Bosnië en Herzegovina · Brazilië · Bulgarije · Canada · Chili · China · Chinees Taipei · Colombia · Cyprus · Denemarken · Duitsland · Estland · Ethiopië · Finland · Frankrijk · Georgië · Ghana · Griekenland · Groot-Brittannië · Hongarije · Hongkong · Ierland · IJsland · India · Iran · Israël · Italië · Jamaica · Japan · Kaaimaneilanden · Kazachstan · Kirgizië · Kroatië · Letland · Libanon · Liechtenstein · Litouwen · Macedonië · Marokko · Mexico · Moldavië · Monaco · Mongolië · Montenegro · Nederland · Nepal · Nieuw-Zeeland · Noord-Korea · Noorwegen · Oekraïne · Oezbekistan · Oostenrijk · Pakistan · Peru · Polen · Portugal · Roemenië · Rusland · San Marino · Senegal · Servië · Slovenië · Slowakije · Spanje · Tadzjikistan · Tsjechië · Turkije · Verenigde Staten · Wit-Rusland · Zuid-Afrika · Zuid-Korea · Zweden · Zwitserland